# Борисов, Олег Иванович
Оле́г Ива́нович Бори́сов (настоящее имя — Альберт; 8 ноября 1929, Яковлевский — 28 апреля 1994, Москва) — советский и российский актёр театра и кино, мастер художественного слова (чтец). Народный артист СССР (1978). Лауреат двух Государственных премий СССР (1978, 1991), Государственной премии РСФСР имени братьев Васильевых (1984), Государственной премии РСФСР имени К. С. Станиславского (1991) и Государственной премии Украины имени А. Довженко (1999, посмертно).

## Биография

### Детство и юность
Родился 8 ноября 1929 года (по другим данным — 8 февраля) в посёлке Яковлевский (ныне — Приволжск Ивановской области) в семье директора сельхозинститута и агронома (мать, Надежда Андреевна). В 1933 году родился младший брат Лев. Детство провёл в Карабихе Ярославской области, куда семья переехала в 1934 году и отец служил директором техникума. Там же впервые познакомился с театром, мать выступала в кружке самодеятельности и брала детей с собой на репетиции.
В годы Великой Отечественной войны отец Борисова ушёл добровольцем на фронт и вернулся домой с тяжёлой контузией. В 1941—1943 годах семья провела в эвакуации в городе Чимкент (КазССР), где Альберт работал в колхозе на лесопилке, сенокосе, научился управлять трактором. В 1946 году с семьёй переехал в поселок фабрики «Победа труда» в Московской области.
В школе отличался неусидчивостью, плохо давались физика и математика, но активно участвовал в самодеятельных спектаклях, был нападающим школьной футбольной команды. В 1947 году, после окончания школы уехал в Москву, планируя вместе с одноклассниками поступать на японское отделение Института Востоковедения, но прочитав книгу Конкордии Антаровой «Беседы К. С. Станиславского», решил стать актёром.
В 1947 году принят в Школу-студию имени В. И. Немировича-Данченко при МХАТ СССР имени М. Горького (Москва), которую окончил в 1951 году (курс А. М. Карева). Однокурсники придумали Альберту Борисову сценическое имя Олег, с которым он и получил впоследствии широкую известность.

### Карьера
В 1951—1963 годах — актёр Киевского РДТ имени Леси Украинки, в 1963—1964 — МАДТ имени А. С. Пушкина, в 1964—1983 — ЛБДТ имени М. Горького, в 1983—1990 — МХАТ. После раздела театра в 1987 году остался в театре О. Н. Ефремова — МХТ имени А. П. Чехова. Одновременно в 1989—1990 годах играл в ЦАТСА заглавную роль в пьесе Д. С. Мережковского «Павел I».
Широкую известность Олег Борисов приобрёл благодаря кинематографу — в кино он снимался с 1955 года. В начале кинокарьеры наибольший успех выпал на долю его роли Свирида Петровича Голохвостого в фильме «За двумя зайцами», где ярко проявился его артистический дар комедийного актёра (1961). В дальнейшем сыграл много драматических ролей.
В 1961 году был приглашён режиссёром КВН Беллой Сергеевой на должность телевизионного ведущего первых игр КВН. На радио с 1975 года как чтец и постановщик радиоспектаклей, с 1965 года — на телевидении.
В годы работы в Киеве подружился с футболистами Олегом Базилевичем и Валерием Лобановским и писателем Виктором Некрасовым, который и порекомендовал Борисова режиссёру Владимиру Венгерову на роль Сергея Ерошина в фильме «Город зажигает огни».
После выхода фильма «За двумя зайцами» Министерство культуры направило Олега Борисова с фильмом на кинофестиваль в Варшаву. В театре Леси Украинки, где в то время служил Борисов, пытались отменить его поездку, а когда Борисов всё же уехал, он был уволен из театра, а в газету «Советская культура» было написано коллективное письмо о «зазнавшемся актёре». Письмо подписали все актёры, кроме Ады Роговцевой. Впоследствии приказ вынуждены были отменить, но в этом театре Борисов служить больше не пожелал.
Олег Борисов был приглашён на главную роль Достоевского в кинокартину «Двадцать шесть дней из жизни Достоевского» режиссёром Александром Зархи, однако во время съёмочного периода отказался продолжить участие, поскольку радикально разошёлся с режиссёром в трактовке образа писателя. За это руководство «Мосфильма» запретило в течение двух лет приглашать его в проекты киностудии. Режиссёр Вадим Абдрашитов, чтобы убедить генерального директора Мосфильма Николая Сизова разрешить пригласить Борисова на роль следователя Ермакова в кинофильме «Остановился поезд», вынужден был для съёмки кинопроб с помощью директора картины Людмилы Габелая тайно провести Борисова на «Мосфильм» и снимать пробы «в каком-то коридоре».
В 1991—1994 годах — организатор, руководитель и актёр театра «Антреприза Олега Борисова», где его сын (Юрий Борисов) поставил два спектакля.
Активно занимался дубляжем иностранных кинолент на киностудии «Ленфильм» с начала 1960-х годов и до самой смерти. Озвучил более десяти зарубежных фильмов, среди которых самые известные — «Тайны Бургундского двора», «Меморандум Квиллера», «Смерть среди айсбергов», «Барышни из Вилько», «Непрощённый».

### Личная жизнь
- жена — Алла Романовна Борисова (урождённая Латынская) (р. 1933) — редактор киностудии «Ленфильм»
- сын — Юрий Борисов (1956—2007) — российский режиссёр и сценарист.
- брат — Лев Борисов (1933—2011) — актёр. Народный артист РФ (2001)[7].

### Последние годы

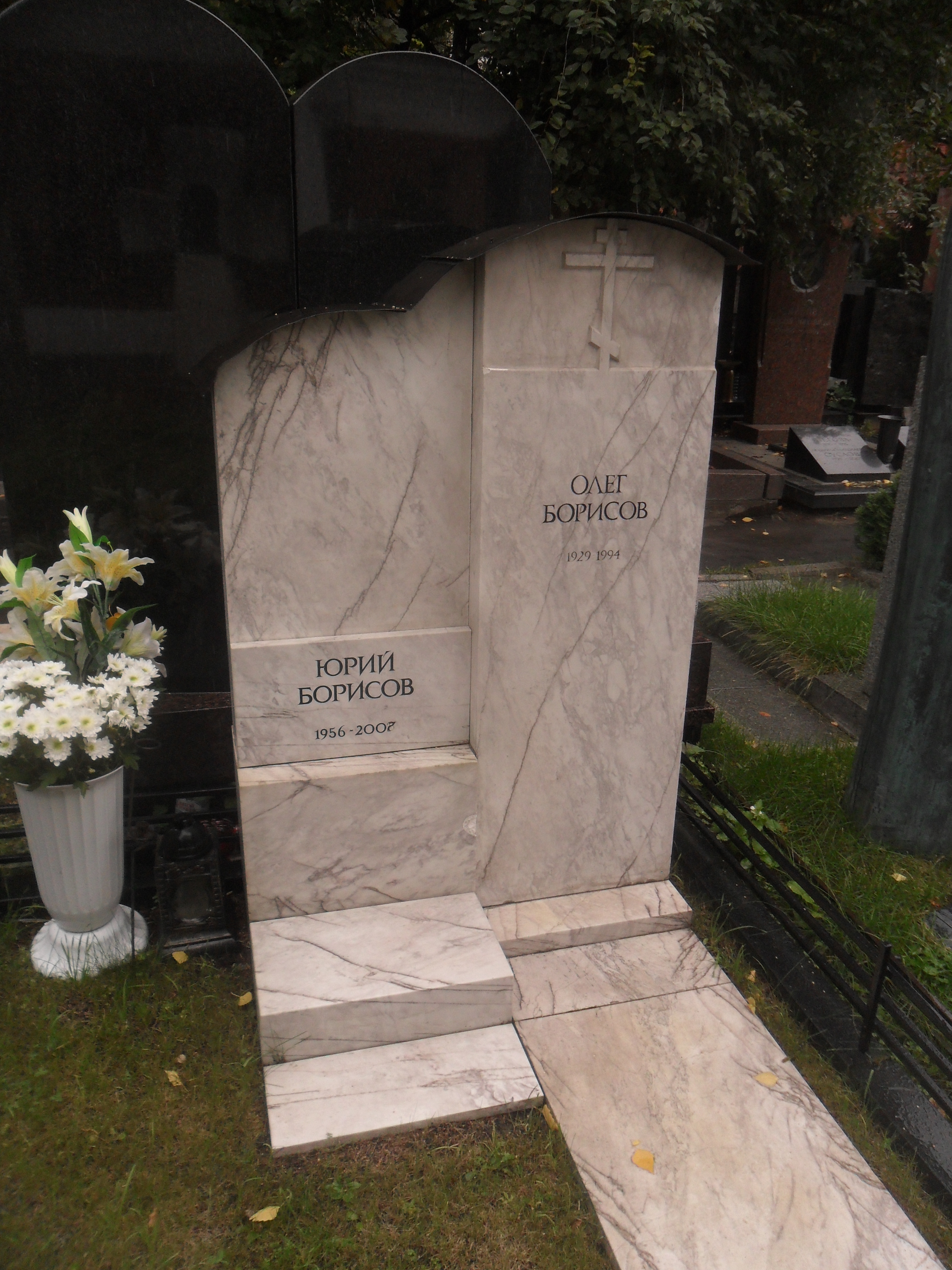
Могила отца и сына Борисовых на Новодевичьем кладбище

В последние годы жизни, в течение 16 лет, был тяжело болен, но продолжал работать в театре и сниматься в кино. Последней его работой была роль в фильме «Мне скучно, бес». Скончался 28 апреля (по другим источникам — 27 апреля) 1994 года в Москве на 65-м году жизни от хронического лимфолейкоза. Похоронен на Новодевичьем кладбище (участок № 10).

## Творчество

### Театр
Киевский театр русской драмы имени Леси Украинки
- 1951 — „Хождение по мукам“ по А. Н. Толстому — матрос Шарыгин
- 1951 — „Учитель танцев“ Л. де Веги — Белардо
- 1951 — „Враги“ М. Горького — отставной солдат Конь
- 1952 — „Мёртвые души“ по Н. В. Гоголю в инсценировке М. А. Булгакова — слуга Порфирий
- 1952 — „Маскарад“ М. Ю. Лермонтова — Арлекин
- 1952 — „Овод“ по Э. Л. Войнич — Нищий, Солдат
- 1953 — „Весна в Москве“ В. М. Гусева — Яша
- 1954 — „Стрекоза“ М. Г. Бараташвили — Кохта
- 1954 — „Ромео и Джульетта“ Шекспира — Григорио
- 1954 — „Живой труп“ Л. Н. Толстого — Коротков
- 1955 — „В добрый час!“ В. С. Розова — Андрей Аверин
- 1956 — „Дети солнца“ М. Горького — Миша
- 1956 — „Когда цветёт акация“ Н. Г. Винникова — Борис Прищепин
- 1956 — „Ложь на длинных ногах“ Э. Де Филиппо — Гильермо Капуто
- 1957 — „Двадцать лет спустя“ М. А. Светлова — Налево
- 1957 — „Рассвет над морем“» В. Суходольского по Ю. К. Смоличу — Сашко Птаха
- 1958 — «В поисках радости» В. С. Розова — Олег Савин
- 1959 — «Товарищи-романтики» М. А. Соболя — Алёша Берёзов
- 1959 — «Комедия ошибок» Шекспира — слуги близнецы Дромио[9]
- 1959 — «Стряпуха» А. В. Софронова — Пчёлка
- 1960 — «Последние» М. Горького — Пётр
- 1961 — «Проводы белых ночей» В. Ф. Пановой — Костя
- 1961 — «Океан» А. П. Штейна — Часовников
- 1961 — «Четвёртый» К. М. Симонова — Второй пилот
- 1961 — «Лес» А. Н. Островский — Аркадий Счастливцев

Московский драматический театр имени А. С. Пушкина
- 1963 — «Петровка, 38» по Ю. С. Семёнову — Чита
- 1963 — «Дама-невидимка» П. Кальдерона — Дон Луис

Большой драматический театр имени М. Горького
- 1964 — «Ещё раз про любовь» Э. С. Радзинского. Постановка Ю. Е. Аксёнова — Карцев
- 1965 — «Варвары» М. Горького. Постановка Г. А. Товстоногова — Архип Притыкин (ввод)
- 1965 — «Карьера Артуро Уи» Б. Брехта. Постановка Э. Аксера — Дживоло (ввод)
- 1965 — «Идиот» по Ф. М. Достоевскому. Постановка Г. А. Товстоногова (2-я редакция) — Ганя Иволгин
- 1966 — «Сколько лет, сколько зим» В. Ф. Пановой — Колосёнок
- 1966 — «Мещане» М. Горького. Постановка Г. А. Товстоногова — Пётр (ввод)
- 1967 — «…Правду! Ничего, кроме правды!!!» Д. Н. Аля. Постановка Г. А. Товстоногова — Робеспьер
- 1969 — «Король Генрих IV» Шекспира. Постановка Г. А. Товстоногова — Принц Гарри
- 1971 — «Выпьем за Колумба!» Л. Жуховицкого — Бурлаков
- 1973 — «Общественное мнение» А. Баранги — Китлару
- 1974 — «Прошлым летом в Чулимске» А. В. Вампилова. Постановка Г. А. Товстоногова — Еремеев
- 1974 — «Три мешка сорной пшеницы» по В. Ф. Тендрякову. Постановка Г. А. Товстоногова — Кистерёв
- 1975 — «Протокол одного заседания» А. И. Гельмана. Постановка Г. А. Товстоногова — Айзатуллин
- 1976 — «Дачники» М. Горького. Постановка Г. А. Товстоногова — Суслов
- 1977 — «Тихий Дон» по М. А. Шолохову. Постановка Г. А. Товстоногова — Григорий Мелехов
- 1978 — «Эмигрант из Брисбена» Ж. Шехабе. Режиссёр Г. А. Товстоногов — Барби
- 1979 — «Мы, нижеподписавшиеся» А. Гельмана. Режиссёры Г. А. Товстоногов, Ю. Е. Аксёнов — Геннадий Михайлович Семёнов
- 1980 — «Перечитывая заново» (сценарий Г. А. Товстоногова и Д. М. Шварц по произведениям А. Е. Корнейчука, Н. Ф. Погодина, М. Ф. Шатрова и В. Т. Логинова). Режиссёры Г. А. Товстоногов, Ю. Е. Аксёнов — Часовщик
- 1981 — «Кроткая» по Ф. М. Достоевскому. Постановка Л. А. Додина — Ростовщик
- 1981 — «Оптимистическая трагедия» В. В. Вишневского. Постановка Г. А. Товстоногова — Сиплый

МХАТ и МХТ имени А. П. Чехова
- 1985 — «Дядя Ваня» А. П. Чехова. Постановка О. Н. Ефремова — Михаил Львович Астров
- 1985 — «Кроткая» по Ф. М. Достоевскому. Постановка Л. Додина — Ростовщик
- 1986 — «Серебряная свадьба» А. Н. Мишарина. Постановка О. Н. Ефремова — Выборнов

Центральный академический театр Советской Армии
- 1989 — «Павел I» Д. С. Мережковского — Павел I

Советский Фонд культуры
- 1989 — «Пушкину» (композиция Ю. О. Борисова по «Пинежскому сказанию о дуэли и смерти Пушкина» Л. А. Десятникова, опере И. Ф. Стравинского «Мавра» и музыке к мультипликационному фильму «Сказка о попе и о работнике его Балде» Д. Д. Шостаковича). Режиссёр Ю. О. Борисов. Хореография В. В. Васильева — от автора

Антреприза Олега Борисова
- 1991 — «Пиковая дама» по А. С. Пушкину и лекции 3. Фрейда, сценарий Ю. О. Борисова. Режиссёр Ю. О. Борисов. Хореография А. М. Сигаловой — Доктор
- 1992 — «Человек в футляре» по А. П. Чехова (инсценировка Ю. О. Борисова). Режиссёр Ю. О. Борисов — Контрабас

### Кино
Актёрские работы
- 1955 — Мать — рабочий-подпольщик
- 1956 — Главный проспект
- 1956 — Дети солнца (фильм-спектакль) — Миша
- 1956 — Когда поют соловьи — Кузя
- 1958 — Город зажигает огни — Сергей Ерошин
- 1958 — Простая вещь — Терещенко, прапорщик
- 1958 — Сегодня увольнения не будет (короткометражный) — Галич, капитан
- 1959 — Олекса Довбуш — Юзеф
- 1959 — Черноморочка — Юрко Фарасюк
- 1960 — Наследники — Фимка Воронюк
- 1960 — Люблю тебя, жизнь! — морячок с гитарой
- 1961 — Балтийское небо — Илья Татаренко
- 1961 — За двумя зайцами — Свирид Петрович Голохвостый
- 1962 — Большая дорога — Митька, порученец комбрига
- 1963 — Стёжки-дорожки — Роман Степанович Калинка, бухгалтер
- 1963 — Укротители велосипедов — Лео Валик, молодой ветеринар
- 1964 — Дайте жалобную книгу — Юрий Никитин
- 1965 — Жизнь Галилея (фильм-спектакль) — кардинал Барберини, затем — папа Урбан VIII
- 1965 — Нос (фильм-спектакль) — майор Ковалёв
- 1965 — Обещание счастья (фильм-спектакль)
- 1965 — Рабочий посёлок — Леонид Плещеев
- 1966 — Расточитель (фильм-спектакль) — Бонифатий Минутка
- 1966 — На диком бреге — Петрович
- 1967 — Мятежная застава — Николай Ефимов
- 1968 — Виринея — Василий
- 1968 — Живой труп — следователь
- 1968 — На войне как на войне — сержант Михаил Домешек
- 1969 — Правду! Ничего, кроме правды! (фильм-спектакль) — Максимилиан Робеспьер
- 1970 — Кража — Георгий Кузьмич Арефьев, полковник милиции
- 1970 — Потоп (фильм-спектакль) — адвокат
- 1971 — Проверка на дорогах — Соломин, разведчик
- 1972 — Принц и нищий — Гуго, предводитель воровской шайки
- 1973 — Крах инженера Гарина — Пётр Петрович Гарин
- 1975 — Гамлет Щигровского уезда — Василий Васильевич
- 1975 — Дневник директора школы — Борис Николаевич Свешников
- 1975 — Рассказ о простой вещи — Соболевский, поручик-контрразведчик
- 1977 — Вторая попытка Виктора Крохина — Степан Егорович
- 1977 — Житейское дело (киноальманах) (новелла «Житейское дело») — Антон Гвоздарёв
- 1977 — Женитьба — Илья Фомич Кочкарёв
- 1978 — Помолвка в Боготоле —
- 1979 — Последняя охота — Хорсфилд, капитан
- 1979 — Сегодня и завтра — Виктор Николаевич Кадышев
- 1979 — Сказки Пушкина (фильм-спектакль) — читает «Сказка о рыбаке и рыбке», «Сказка о золотом петушке», «Сказка о мёртвой царевне и о семи богатырях», «Сказка о попе и о работнике его Балде» и вступление к поэме «Руслан и Людмила»
- 1980 — Эндшпиль (короткометражный) — Фёдор
- 1980 — Рафферти — Джек Рафферти
- 1981 — Други игрищ и забав (короткометражный) — Евгений Свиридов
- 1981 — История одной любви — Шаликов
- 1981 — Две строчки мелким шрифтом — Владимир Николаевич Ташков
- 1981 — Россия молодая — Ларс Дес Фонтейнес
- 1982 — Остров сокровищ — Джон Сильвер
- 1982 — Остановился поезд — Герман Иванович Ермаков, следователь
- 1982 — Прозрачное солнце осени (короткометражный) — Аркадий Галецкий
- 1982 — Кража — Хаббард
- 1983 — Подросток — Версилов
- 1983 — Рецепт её молодости — фон Прус, барон
- 1984 — Макар-следопыт — Чёрный, штабс-капитан
- 1984 — Парад планет — Герман Иванович Костин, астрофизик, старший лейтенант
- 1985 — Контракт века — Андрей Бессонов, глава делегации
- 1985 — Перед самим собой — Саня Воробьёв
- 1985 — Аткинс (нем. Atkins) (ГДР — Румыния) — Аткинс
- 1986 — По главной улице с оркестром — Василий Павлович Муравин, преподаватель сопромата, музыкант-любитель
- 1986 — Прорыв — Борис Савельевич Полуэктов, начальник «Ленметростроя»
- 1987 — Садовник — дядя Лёша Глазов
- 1987 — Мастер (фильм-спектакль) — Мастер / Берлиоз / Буфетчик / Максудов[10][11]
- 1987 — Кроткая (фильм-спектакль) —
- 1987 — Запомните меня такой — Андрей Петрович Киреев
- 1987 — Дни и годы Николая Батыгина — Пальцев
- 1988 — Отцы — Дронов
- 1988 — Слуга — Андрей Андреевич Гудионов
- 1990 — Искушение Б. — Иван Давыдович Мартынюк, магистр
- 1990 — Единственный свидетель (Болгария) — Христо Панов, пожилой рабочий
- 1990 — Лебединая песня (фильм-спектакль) — Василий Васильевич, Хлестаков, Несчастливцев, привратник (Макбет), Чичиков, Мефистофель, Гамлет, Тимон Афинский))
- 1992 — Луна-парк — Наум Хейфиц
- 1992 — Гроза над Русью — царь Иван Грозный
- 1993 — Мне скучно, бес — Мефистофель / Бог

Режиссёрские работы
- 1963 — Стёжки-дорожки (совместно с А. И. Войтецким

Озвучивание
- 1958 — Викинги — Эрик
- 1961 — Тайны Бургундского двора — Людовик XI (роль Ж.-Л. Барро)
- 1966 — Ночи без ночлега — Витаутас Мантвидас (роль С. Пятронайтиса)
- 1966 — Меморандум Квиллера — Октябрь (роль М. фон Сюдова)
- 1966 — Похищенный дирижабль
- 1967 — Браслет-2 — Семён Мочалкин (роль В. Воробьёва)
- 1967 — Найди меня — Андрюс (роль А. Карки)
- 1967 — Снег среди лета — Бек Карасмаков (роль К. Абдреимова)
- 1969 — Её имя — Весна — Халил (роль Р. Хамраева)
- 1971 — Возвращение к жизни — Арно (роль Л. Мерзина)
- 1971 — Холодно — горячо — Володя Чижов (роль П. Андрюшина)
- 1973 — Сломанная подкова — Карл (роль Я. Тооминга)
- 1974 — Врача вызывали? — Сергей (роль А. Овчинникова)
- 1976 — Потерянный кров — оберштурмфюрер Дангель (роль А. Росенаса)
- 1976 — Просчёт лейтенанта Слейда — капитан Генри
- 1977 — Смерть среди айсбергов — капитан Нолан (роль Р. Харриса)
- 1978 — Соль земли — закадровый текст
- 1979 — Барышни из Вилько — Виктор Рубен (роль Д. Ольбрыхского)
- 1979 — Отель «У погибшего альпиниста» — Анри Симоне (роль Л. Петерсона)
- 1980 — Орёл или решка — адвокат (роль Ж. Мори)
- 1981 — Дорогие мои москвичи — русский вариант текста от автора
- 1984 — Ночные воришки
- 1984 — Однажды в Америке — закадровый текст (одноголосый перевод киностудии «Ленфильм», 1989 г.)
- 1985 — Вариант «Зомби» — Роджерс (роль А. Р. Паулавичюса)
- 1992 — Непрощённый

Вокал
- 1961 — За двумя зайцами — исполнение песен
- 1963 — Укротители велосипедов — исполнение песенки велосипедистов
- 1968 — На войне как на войне — исполнение песни
- 1985 — По главной улице с оркестром — исполнение песни «И всё-таки мы победили!»
- 1999 — Пришельцам новым (документальный)
- 1982 — Остров сокровищ — исполнение песни

Участие в фильмах
- 1972 — Прежде всего — театр (документальный)
- 1979 — Размышления о Мравинском (документальный)

Архивные кадры
- 1995 — Юрий Демич (из цикла телепрограмм канала ОРТ «Чтобы помнили») (документальный)
- 1996 — Реквием (документальный)
- 2000 — Олег Борисов (из цикла телепрограмм канала ОРТ «Чтобы помнили») (документальный)
- 2006 — Олег Борисов (из цикла передач телеканала ДТВ «Как уходили кумиры») (документальный)
- 2008 — Олег Борисов. Я не хочу с тобой расставаться (документальный)
- 2009 — Я актёр и никто другой… Олег Борисов (документальный)
- 2009 — Олег Борисов. По главной улице с оркестром (документальный)
- 2009 — Олег Борисов (из документального цикла «Острова»)
- 2009 — Олег Борисов. Запомните меня таким (документальный)
- 2014 — Олег Борисов. Человек в футляре (документальный) (телеканал ТВ Центр)

### Радио
Литературные произведения
- 1975 — «Двадцать дней без войны» К. М. Симонова
- 1976 — «Сирень» Ю. М. Нагибина
- 1976 — «Никита», «Свет жизни» А. П. Платонова
- 1977 — «Педагогическая поэма» А. С. Макаренко (6 частей)
- 1978 — «Сказка о рыбаке и рыбке», «Сказка о золотом петушке», «Сказка о мёртвой царевне и о семи богатырях», «Сказка о попе и о работнике его Балде», «Сказка о царе Салтане» А. С. Пушкина
- 1980 — «Искупление» В. Лебедева (6 частей)
- 1980 — «Флаги на башнях» А. С. Макаренко (5 частей)
- 1983 — «Сундук-самолёт», «Ель», «Снеговик», «Жених и невеста», «Девочка, наступившая на хлеб» Х. К. Андерсена
- 1983 — «Метель» А. С. Пушкина
- 1984 — «Сватовство майора» В. И. Порудоминского
- 1985 — Стихотворения И. В. Абашидзе
- 1985 — Стихотворения Ш. Г. Нишнианидзе
- 1985 — «Деревья умеют говорить» А. Маршалла
- 1985 — «Они сражались за Родину» М. А. Шолохова (2 части)
- 1986 — «Кроткая» Ф. М. Достоевского (3 части)
- 1986 — «Рассказы о природе» С. Т. Аксакова
- 1987 — «Старосветские помещики» Н. В. Гоголя
- 1987 — Стихотворения Л. А. Мея
- 1988 — «История государства Российского» Н. М. Карамзина
- 1988 — Стихотворения Н. М. Рубцова
- 1989 — «Жизнь Клима Самгина» М. Горького (3 части)
- 1990 — «Христос и Антихрист» Д. С. Мережковского
- 1990 — «Палата № 6» А. П. Чехова
- 1990 — «Бесы» Ф. М. Достоевского

Радиопостановки
- 1981 — «Фаворит» Ф. Дика — Аллан Йорк
- 1981 — «Пять вечеров с патером Брауном» Г. К. Честертона — Патер Браун
- 1982 — «Звездопад» В. Астафьева — солдат Миша, главный герой
- 1983 — «Неточка Незванова» по Ф. М. Достоевскому — Ефимов
- 1983 — «Двойник» по Ф. М. Достоевскому — Голядкин
- 1984 — «Дуэль» по А. П. Чехову — Фон Корен
- 1985 — «Русский характер» по А. Н. Толстому
- 1987 — Мистер Джонас — от автора
- 1987 — «Вино из одуванчиков» по Р. Брэдбери
- 1990 — «Комедианты» по Г. Грину

Спектакли, записанные на радио
- 1961 — «Мораль пани Дульской» Г. Запольской — Ведущий (Киевский русский драматический театр им. Леси Украинки. Режиссёр Л. В. Варпаховский)
- 1976 — «Протокол одного заседания» А. И. Гельмана — Айзатуллин (БДТ имени М. Горького. Режиссёры Г. А. Товстоногов, Ю. Аксенов)
- 1978 — «Тихий Дон» по М. А. Шолохову — Григорий Мелехов (БДТ имени М. Горького. Режиссёр Г. Товстоногов)
- 1981 — «Перечитывая заново» Г. Товстоногова, Д. Шварц — Часовщик (БДТ имени М. Горького. Режиссёры Г. Товстоногов, Ю. Аксенов)
- 1985 — «Дядя Ваня» А. П. Чехова (сцены из спектакля) — Астров (МХАТ им. М. Горького. Режиссёр О. Н. Ефремов)
- 1991 — «Павел I» Д. С. Мережковского — Павел I (Центральный академический театр Советской Армии. Режиссёр Л. Е. Хейфец)

## Звания и награды
- Заслуженный артист УССР (1963)
- Народный артист РСФСР (1974)[12]
- Народный артист СССР (1978)
- Государственная премия СССР (1978) — за исполнение роли Григория Пантелеевича Мелехова в спектакле «Тихий Дон» М. А. Шолохова
- Государственная премия СССР (1991) — за исполнение роли Андрея Андреевича Гудионова в фильме «Слуга» (1988)
- Государственная премия РСФСР имени братьев Васильевых (1984) — за исполнение роли Германа Ивановича Ермакова в фильме «Остановился поезд» (1982)
- Государственная премия РСФСР в области театрального искусства (1991) — за исполнение заглавной роли в спектакле «Павел I» Д. С. Мережковского
- Государственная премия Украины имени Александра Довженко (1999, посмертно) — за выдающийся творческий вклад в создание художественного фильма «За двумя зайцами»
- МКФ актёров кино «Созвездие» (1989, Приз за лучшую главную мужскую роль, фильм «Слуга»)
- Венецианский кинофестиваль (1990, Кубок Вольпи за лучшую мужскую роль, болгарский фильм «Единственный свидетель»)
- Премия «Ника» за лучшую мужскую роль (1990, фильм «Слуга»)
- Премия «Золотой Овен» (1992, Лучшему актёру года, фильм «Луна-парк»)
- Открытый фестиваль кино стран СНГ и Балтии «Киношок» (Анапа) (1993, Премия в номинации «Специальный приз оргкомитета»)
- МКФ славянских и православных народов «Золотой Витязь» (1994, Приз «За лучшее воплощение роли в историческом фильме», фильм «Гроза над Русью»)
- Премия мэра Москвы в области литературы и искусства[13]

## Память

Памятник Проне Прокоповне и Голохвостому, Киев, 1999 год.

- В 2004 году в Москве на доме, где в 1984—1994 годах жил О. Борисов (Большая Грузинская ул., д. 39), установлена мемориальная доска[14].
- В Киеве, на Андреевском спуске, где снимали сцену венчания фильма «За двумя зайцами», в 1999 году главным персонажам картины установлен памятник. В образе Свирида Петровича Голохвостого запечатлён О. Борисов.